# Alfred Finz
Alfred Finz (* 7. Oktober 1943 in Wien) ist ein ehemaliger Staatssekretär (ÖVP) im Bundesministerium für Finanzen in den Bundesregierungen Schüssel I und Schüssel II.
Neben seiner beruflichen Tätigkeit im Bundeskanzleramt von 1963 bis 1966 und im Rechnungshof ab 1966 studierte Finz Rechtswissenschaften an der Universität Wien, wo er 1975 zum Doctor iuris promovierte. Im Rechnungshof war er in verschiedenen Positionen tätig; 1995 wurde er Sektionschef der Präsidialsektion. 
Seine politische Laufbahn begann mit seiner Berufung zum Staatssekretär im Jahr 2000. Von Juni 2002 bis Juni 2005 war Finz überdies Landesparteiobmann der ÖVP Wien.
Alfred Finz war seit 4. August 2008 Abgeordneter zum Nationalrat für die ausgeschiedene Gertrude Brinek. Mit 27. Oktober 2008 schied er aus dieser Funktion aus.
Finz ist Ehrenmitglied der K.Ö.H.V. Nordgau Wien im ÖCV, sowie Urmitglied des Ö.K.C. Kahlenberg im MKV.

## Auszeichnungen
- Goldenes Ehrenzeichen für Verdienste um die Republik Österreich
- Großes Goldenes Ehrenzeichen für Verdienste um die Republik Österreich
- Großes Silbernes Ehrenzeichen am Bande für Verdienste um die Republik Österreich[1] (2003)
- Großes Goldenes Ehrenzeichen für Verdienste um das Land Wien (2004)